# (471165) 2010 HE79
(471165) 2010 HE79 ist ein großes transneptunisches Objekt im Kuipergürtel, das bahndynamisch als SDO und als Zentaur eingestuft wird. Aufgrund seiner Größe ist der Asteroid ein Zwergplanetenkandidat.

## Entdeckung
2010 HE79 wurde am 21. April 2010 von einem Astronomenteam bestehend aus Scott Sheppard, Radosław Poleski, Andrzej Udalski und Chad Trujillo am Las-Campanas-Observatorium (Chile) entdeckt. Die Entdeckung gelang im Rahmen des OGLE-IV-Programmes der Warschauer Universität. Die Entdeckung wurde am 10. Mai 2011 bekanntgegeben, der Planetoid erhielt von der IAU die Kleinplaneten-Nummer 471165.
Nach seiner Entdeckung ließ sich 2010 HE79 auf Fotos bis zum 24. Mai 1992, die im Rahmen des Digitized-Sky-Survey-Programmes am Siding-Spring-Observatorium (Australien) gemacht wurden, zurückgehend identifizieren und so seinen Beobachtungszeitraum um 18 Jahre verlängern, um so seine Umlaufbahn genauer zu berechnen. Im April 2017 lagen insgesamt 179 Beobachtungen über einen Zeitraum von 24 Jahren vor. Die bisher letzte Beobachtung wurde im Juli 2015 Pan-STARRS-Teleskop (PS1) durchgeführt. (Stand 3. März 2019)

## Eigenschaften

### Umlaufbahn
2010 HE79 umkreist die Sonne in 245,71 Jahren auf einer leicht elliptischen Umlaufbahn zwischen 32,14 AE und 46,32 AE Abstand zu deren Zentrum. Die Bahnexzentrizität beträgt 0,181, die Bahn ist 15,67° gegenüber der Ekliptik geneigt. Derzeit ist der Planetoid 37,20 AE von der Sonne entfernt. Das Perihel durchlief er das letzte Mal 1975, der nächste Periheldurchlauf dürfte also im Jahre 2221 erfolgen.
Sowohl Marc Buie (DES) als auch das Minor Planet Center klassifizieren den Planetoiden als SDO und als Zentauren; letzteres führt ihn auch allgemein als «Distant Object». Das Johnston’s Archive ordnet es dagegen als möglichen Plutino ein.

### Größe und Rotation
Derzeit wird von einem Durchmesser von 447 km ausgegangen, basierend auf einem Rückstrahlvermögen von 6 % und einer absoluten Helligkeit von 5,5 m. Ausgehend von einem Durchmesser von 447 km ergibt sich eine Gesamtoberfläche von etwa 628.000 km2. Die scheinbare Helligkeit von 2010 HE79 beträgt 21,17 m, die mittlere Oberflächentemperatur wird anhand der Sonnenentfernung auf 44 K (−229 °C) geschätzt.
Da anzunehmen ist, dass sich 2010 HE79 aufgrund seiner Größe im hydrostatischen Gleichgewicht befindet und somit weitgehend rund sein muss, sollte er die Kriterien für eine Einstufung als Zwergplanet erfüllen. Mike Brown geht davon aus, dass es sich bei 2010 HE79 um möglicherweise einen Zwergplaneten handelt.
Anhand von Lichtkurvenbeobachtungen rotiert 2010 HE79 in 19 Stunden und 29,4 Minuten einmal um seine Achse. Daraus ergibt sich, dass er in einem 2010 HE79-Jahr 110511,4 Eigendrehungen („Tage“) vollführt. Dies ist allerdings noch mit einigen Unsicherheiten behaftet, da die damalige Beobachtungszeit nicht ausreichte und die Fehlerquote bei ungefähr 30 % liegt.
| Jahr                                         | Abmessungen km | Quelle              |
| -------------------------------------------- | -------------- | ------------------- |
| 2013                                         | 401,35         | LightCurve DataBase |
| 2018                                         | 423,0          | Johnston            |
| 2018                                         | 447,0          | Brown               |
| Die präziseste Bestimmung ist fett markiert. |                |                     |